# Greatest Hits (альбом Мэрайи Кэри)
Greatest Hits — первый сборник лучших песен американской певицы Мэрайи Кэри, выпущенный 4 декабря 2001 года лейблом Columbia Records на двух дисках. Первый диск состоит из хитов Мэрайи, записанных с 1990 по 1995 годы, а второй — с 1996 по 2000 годы (включая большинство дуэтов). В 2011 году альбом был перевыпущен за пределами США под названием The Essential Mariah Carey.

## Содержание
Альбом Greatest Hits был выпущен в рамках контрактных обязательств певицы перед лейблом Columbia Records, который она покинула в связи с заключением нового договора с Virgin Records. Певица не принимала участие в создании альбома, что объясняет отсутствие письменного послания в буклете, как в предыдущем сборнике хитов #1’s. Все песни из предыдущего сборника, за исключением «Whenever You Call» с Брайаном Макнайтом и бонус-трека «Theme from Mahogany (Do You Know Where You're Going To)», были включены в новый альбом Greatest Hits. Помимо основных хитов в альбом были добавлены:
- песни, вошедшие в лучшую пятёрку синглов в США, «Can't Let Go» (1991), «Make It Happen» (1992) и «Without You» (1994) и в лучшую двадцатку — «Anytime You Need a Friend» (1994);
- песни, выпущенные исключительно на радиостанциях США, «Forever» (1996), «Underneath the Stars» (1996) и «Butterfly» (1997);
- «Heartbreaker» (1999) и «Thank God I Found You» (2000) — синглы с альбома Rainbow, выпущенного после #1’s, а также «Can't Take That Away (Mariah's Theme)» (2000) с этого же альбома;
- «Endless Love» (1994) — дуэт с Лютером Вандроссом, вошедший в лучшую пятёрку синглов в США, но не включенный ни в один предыдущий альбом певицы;
- So So Def ремикс-версия песни «All I Want for Christmas Is You» (2000) при участии Bow Wow и Джермейна Дюпри, выпущенная в переиздании сингла для Японии в 2000 году.

## Список композиций
- Диск 1

1. «Vision of Love» — 3:31
2. «Love Takes Time» — 3:51
3. «Someday» — 4:08
4. «I Don't Wanna Cry» — 4:51
5. «Emotions» — 4:10
6. «Can’t Let Go» — 4:29
7. «Make It Happen» — 5:09
8. «I'll Be There» при участии Trey Lorenz — 4:26
9. «Dreamlover» — 3:55
10. «Hero» — 4:20
11. «Without You» — 3:37
12. «Anytime You Need a Friend» — 4:27
13. «Endless Love» совместно с Luther Vandross — 4:21
14. «Fantasy» — 4:04
Бонус треки для Японии:
15. «Open Arms» — 3:30
16. «Music Box» — 4:57
17. «All I Want for Christmas Is You» — 4:02

- Диск 2

1. «One Sweet Day» совместно с Boyz II Men — 4:43
2. «Always Be My Baby» — 4:20
3. «Forever» — 4:01
4. «Underneath the Stars» — 3:35
5. «Honey» — 5:02
6. «Butterfly» — 4:36
7. «My All» — 3:53
8. «Sweetheart» совместно с Jermaine Dupri — 4:24
9. «When You Believe» совместно с Whitney Houston — 4:36
10. «I Still Believe» — 3:57
11. «Heartbreaker» при участии Jay-Z — 4:48
12. «Thank God I Found You» при участии Joe и 98 Degrees — 4:20
13. «Can't Take That Away (Mariah's Theme)» — 4:34
Бонус треки:
14. «Against All Odds (Take a Look at Me Now)» совместно с Westlife — 3:21
15. «All I Want for Christmas Is You» (So So Def remix) при участии Lil' Bow Wow и Jermaine Dupri — 3:43
16. «Never Too Far/Hero Medley» — 4:48

## Чарты
| Чарты (2001–06)                        | Высшее место |
| -------------------------------------- | ------------ |
| Австралия (ARIA)                       | 47           |
| Австрия (Ö3 Austria)                   | 40           |
| Бельгия/Фландрия (Ultratop)            | 45           |
| Бельгия/Валлония (Ultratop)            | 31           |
| Нидерланды (Album Top 100)             | 37           |
| Европа (Top 100)                       | 32           |
| Франция (SNEP)                         | 3            |
| Германия (Offizielle Top 100)          | 36           |
| Италия (Classifica album)              | 25           |
| Шотландия (Scottish Albums Chart)      | 20           |
| Швеция (Sverigetopplistan)             | 28           |
| Швейцария (Schweizer Hitparade)        | 17           |
| Великобритания (UK Albums Chart)       | 7            |
| США (Billboard 200)                    | 52           |
| США (Billboard Top R&B/Hip-Hop Albums) | 36           |

| Чарт (2005)          | Высшее место |
| -------------------- | ------------ |
| Великобритания (OCC) | 40           |

## Сертификации и продажи
| Регион | Сертификация  | Продажи   |
| --- | ------------- | --------- |
| Австралия (ARIA) | 2× Платиновый | 140 000^  |
| Бразилия (ABPD) | Платиновый    | 125 000*  |
| Франция (SNEP) | Золотой       | 137 600   |
| Гонконг (IFPI Hong Kong)                                                                                                 | Золотой       | 10 000*   |
| Ирландия (IRMA) | Платиновый    | 15 000^   |
| Япония (RIAJ) | Платиновый    | 200 000^  |
| Новая Зеландия (RMNZ) | Платиновый    | 15 000^   |
| Великобритания (BPI) | 3× Платиновый | 900 000   |
| США (RIAA) | 2× Платиновый | 1 230 000 |
| Общемировые продажи | —             | 5 000 000 |
| * Данные о продажах приведены только на основе сертификации. ^ Данные о тиражах приведены только на основе сертификации. |               |           |